# Paulien Cornelisse
Paulien Cornelisse (Amsterdam, 24 de febrer del 1976) és una comedianta i escriptora neerlandesa. Des del 1999 fins al 2003 va formar part del duo de cabaret Rots, amb Irene van der Aart, i entre 2001 i 2004 feia part del Comedytrain. Des del 2000 treballa com a periodista i des del 2007 també com a columnista.
El 2009 Cornelisse va publicar el llibre Taal is zeg maar echt mijn ding, que tracta observacions de l'ús del neerlandès quotidià. El llibre va ser un èxit de vendes. El 2012 va publicar En dan nog iets, la continuació del seu primer llibre, i el 2016 el seu tercer llibre, De verwarde cavia. Paulien Cornelisse és columnista de NRC Handelsblad i nrc.next i escriu mensualment un diàleg per a la revista JAN.
El 2013 va guanyar el programa de televisió Wie is de Mol.

## Llibres
- 2009: Taal is zeg maar echt mijn ding
- 2012: En dan nog iets
- 2016: De verwarde cavia
- 2018: Taal voor de leuk